# Jerry-Christian Tchuissé
Jerry-Christian Tchuissé (ur. 13 stycznia 1975 w Nkongsamba), wzrost: 175 cm, waga: 75 kg, kameruński piłkarz, występujący na pozycji obrońcy. Posiada również obywatelstwo rosyjskie.

## Życiorys
Karierę rozpoczynał w kameruńskim klubie Bongongui Douala, a następnie grał w Léopards Duala. W 1998 roku wyjechał do Rosji, a jego nowym klubem został Czernomorec Noworosyjsk. W ciągu trzech sezonów rozegrał 39 meczów i wpadł w oko działaczom Spartaka Moskwa, więc na kolejne trzy sezony przeniósł się do stolicy Rosji. W sezonie 2002/2003 zaliczył dwa występy w Lidze Mistrzów. Jeszcze 2003 roku piłkarz ponownie wrócił do Czernomorca, gdyż nie mieścił się w składzie moskiewskiego klubu. Pograł tam przez jeden sezon i ponownie zmienił barwy klubowe. Tym razem na inny klub z Moskwy - FK. W pierwszym sezonie Tchuissé wpisał się dwukrotnie na listę strzelców i były to jego pierwsze trafienia w przeciągu pobytu w Rosji. Po występach w Tereku Grozny obecnie prawy obrońca broni barw klubu Witiaź Podolsk. Piłkarz ten zawsze wybiera charakterystyczny numer na koszulce - 99. W 2000 roku Christian był kandydatem do gry w reprezentacji Rosji, jednak ostatecznie wybrał Kamerun i 6 maja 2001 zadebiutował w drużynie narodowej. Ma na koncie zaledwie 4 występy w drużynie "Nieposkromionych Lwów".

## Kariera w liczbach
| Sezon | Klub                    | Kraj    | Flaga   | Rozgrywki                 | Mecze | Bramki |
| ----- | ----------------------- | ------- | ------- | ------------------------- | ----- | ------ |
| 1993  | Bongongui Douala        | Kamerun | Kamerun | 1 Division (CMR)          | ?     | ?      |
| 1994  | Bongongui Douala        | Kamerun | Kamerun | 1 Division (CMR)          | ?     | ?      |
| 1996  | Léopards Duala          | Kamerun | Kamerun | 1 Division (CMR)          | ?     | ?      |
| 1997  | Léopards Duala          | Kamerun | Kamerun | 1 Division (CMR)          | ?     | ?      |
| 1998  | Czernomorec Noworosyjsk | Rosja   | Rosja   | Rosyjska Premier Liga     | 16    | 0      |
| 1999  | Czernomorec Noworosyjsk | Rosja   | Rosja   | Rosyjska Premier Liga     | 5     | 0      |
| 2000  | Czernomorec Noworosyjsk | Rosja   | Rosja   | Rosyjska Premier Liga     | 18    | 0      |
| 2000  | Spartak Moskwa          | Rosja   | Rosja   | Rosyjska Premier Liga     | 10    | 0      |
| 2001  | Spartak Moskwa          | Rosja   | Rosja   | Rosyjska Premier Liga     | 22    | 0      |
| 2002  | Spartak Moskwa          | Rosja   | Rosja   | Rosyjska Premier Liga     | 12    | 0      |
| 2003  | Czernomorec Noworosyjsk | Rosja   | Rosja   | Rosyjska Premier Liga     | 26    | 0      |
| 2004  | FK Moskwa               | Rosja   | Rosja   | Rosyjska Premier Liga     | 25    | 2      |
| 2005  | FK Moskwa               | Rosja   | Rosja   | Rosyjska Premier Liga     | 28    | 0      |
| 2006  | FK Moskwa               | Rosja   | Rosja   | Rosyjska Premier Liga     | 14    | 0      |
| 2007  | Terek Grozny            | Rosja   | Rosja   | Rosyjska Pierwsza Dywizja | 38    | 0      |
| 2008  | Witiaź Podolsk          | Rosja   | Rosja   | Rosyjska Pierwsza Dywizja | 15    | 0      |